# 落合哲郎
落合 哲郎（おちあい てつろう、1978年10月30日 - ）は、日本の俳優、演出家、脚本家、映画監督、ウクレレ漫談家。
ダブルフォックス所属。映画・演劇プロデュースユニット『ザ ドンビーシャイズ』主宰。

## 人物
- 群馬県前橋市出身。B型。身長174cm。
- 特技は顔芸、料理、パソコン（インストラクター経験有）、スキー（インストラクター経験有）、乗馬（ライセンス4級）、柔道初段（全日本少年柔道大会ベスト8）
- 特技の柔道では中学1年の時、全国大会の準々決勝で同学年であるシドニー五輪金メダリストの井上康生と対戦し破れ、全国ベスト8（敢闘賞）。
- 高校3年間をスイスに留学し、ホームステイ先のロンドンでミュージカルに感銘を受け、演劇の道を志す。
- 甲南大学文学部社会学科在学中、ミュージカルスクールに通うが向いていないと方向転換し、吉本興業に所属。
- テーマパーク『なにわの海の時空館』にて1年間時代劇の舞台に立った後、なかやまきんに君やチャド・マレーンらと「よしもと ザ ブロードキャストショウ」の旗揚げに参加。
- 2003年、渡辺えり子主宰の「劇団宇宙堂」（現「劇団3○○（さんじゅうまる）」）に劇団員として入団。俳優をこなす傍ら、演出助手や制作チーフも務める。
- 同劇団を退団し、2005年に演劇プロデュースユニット「ザ ドンビーシャイズ」を旗揚げ。
- 2007年、演劇活動に加え映画監督として映像製作にも活動の場を広げ、短編映画「透明人間」を製作。
- 『落合哲郎 独壇会』と称し、ウクレレ漫談や一人芝居などの単独ライブをライフワークとし、役者一人で何が出来るのかを求道している。
- 演出家としても役者の個性を発揮させる独自の理論に基づいた「映画・演劇ワークショップ」を主催。
- 2010年には、オリジナルコメディーミュージカル『Girls in the Music』の脚本・演出を手がける。
- 現在、舞台や映画、テレビ、CM等、精力的に活動を展開。また映像作家としても多方面で活躍している。

## 主な出演

### テレビドラマ
- 『Rollong eggs』

### 映画
- 『透明人間』（監督・脚本・出演）

### 舞台
- 『Hの基本』明石市立看護大学ホール（杉本タダスケプロデュース）
- 『うぉーあいにー』一心寺シアターPart2（よしもと ザ・ブロードキャストショウ）
- 『ドタキャンするの!?』青山円形劇場（渡辺えり子プロデュース。演出助手）
- 『りぼん』青山円形劇場（劇団宇宙堂）
- 『夏の夜の夢のよう』下北沢駅前劇場（アイドリングストップ花歌マジックトラベラー）
- 『ただ…ただよう…』SPACE107（アイドリングストップ花歌マジックトラベラー）
- 『ピーポー イン ザ ケイヴ』青の奇蹟（ザ ドンビーシャイズ　脚本、演出、出演）
- 『紅いテーブル』下北沢駅前劇場（アイドリングストップ花歌マジックトラベラー）
- 『ゴーイング・マイ・ウェイ』中野あくとれ（チャルラフシャンプー）
- 『スペースオデッセイ 宇宙船トンマホーク号の冒険』青の奇蹟（オルガンヴィトー）
- 『ピーポー イン ザ デジャヴ』青の奇蹟（ザ ドンビーシャイズ　脚本、演出、出演）
- 『荒城』東演パラータ（真樹日佐夫プロデュース。本吉工業☆伏魔殿&オルガンヴィトー提携）
- 『女優志願』新宿ゴールデン街劇場（映像・舞台企画集団ハルベリー）
- 『どん底〜化け物達の晩餐会』アイピット目白（劇団下町ダニーローズ）
- 『幻探偵』青の奇蹟（オルガンヴィトー）
- 『鉄拐〜上海極楽 鉄拐後日談〜』新宿紀伊国屋ホール（劇団下町ダニーローズ）
- Musical『Girls in the Music』サンライズホール（ザ ドンビーシャイズ　脚本、演出、出演）
- 『白いゲルニカ』中野あくとれ（劇団謎のキューピー）
- 『超恋愛 2011』下北沢　Geki地下Liberty　（映像・舞台企画集団ハルベリー）
- 野外水芝居　『幻探偵』　東京公演・築地本願寺和田掘廟所　（オルガンヴィトー）
- 野外水芝居　『幻探偵』　大阪公演・扇町公園特設テント　（オルガンヴィトー）

### 独壇会（単独ライブ）
- 『落合哲郎 独壇会』青の奇蹟（ザ ドンビーシャイズ　脚本、演出、出演）
- 『落合哲郎独壇会 2009』青の奇蹟（ザ ドンビーシャイズ　脚本、演出、出演）
- 『落合哲郎独壇会 2010』青の奇蹟（ザ ドンビーシャイズ　脚本、演出、出演）

### コマーシャル
- ハウス食品「素彩咲々」
- 三菱東京UFJ銀行「振込手数料無料（分割画面）」編

### VP
- リクルート教育ビデオシリーズ2003『となりの読者』主演
- 国土交通省『地震発生!そのときあなたは…』主演

### アートパフォーマンス
- 『HOMELESSNESS YUMING CITIES』横浜トリエンナーレ2008

### 雑誌
- 『神戸Walker』